# Mickaël Mokongo
Mickaël Benoit Mokongo, detto Mike (Bangui, 11 luglio 1986), è un ex cestista centrafricano con cittadinanza francese.
Playmaker di 178 cm per 89 kg, ha giocato in Serie A italiana con l'Orlandina Basket, nella Pro A francese con Gravelines e Cholet e nel campionato turco con il Banvit BK.

## Carriera

### Club
È arrivato a dieci anni in Francia ed è cresciuto nell'ÉS Chalon-sur-Saône, con cui ha esordito in prima squadra a sedici anni. Con la Nazionale francese Juniors ha vinto il Campionato europeo di Saragozza nel 2004. Nel 2005 è stato selezionato per lo Hoop Summit.
A vent'anni ha esordito nella massima serie italiana con l'Upea Capo d'Orlando, che si è salvata nella sua seconda stagione consecutiva nella massima serie. Nel 2007 ha giocato in Turchia, nel Banvit BK, e in Francia, nel BCM Gravelines. Dal 2008 gioca nello Cholet Basket.

## Statistiche

### Presenze e punti nei club
Statistiche aggiornate al 5 maggio 2009
| Stagione        | Squadra             | Competizione | Partite | Partite | Partite | Statistiche tiro | Statistiche tiro | Statistiche tiro | Altre statistiche | Altre statistiche | Altre statistiche | Altre statistiche | Altre statistiche |
| Stagione        | Squadra             | Competizione | Pres.   | Titol.  | Minuti  | Tiri da 2        | Tiri da 3        | Liberi           | Rimb.             | Assist            | Rubate            | Stopp.            | Punti             |
| --------------- | ------------------- | ------------ | ------- | ------- | ------- | ---------------- | ---------------- | ---------------- | ----------------- | ----------------- | ----------------- | ----------------- | ----------------- |
| 2002-2003       | ÉS Chalon-sur-Saône | Pro A        |         |         |         |                  |                  |                  |                   |                   |                   |                   |                   |
| 2003-2004       | ÉS Chalon-sur-Saône | Pro A        |         |         |         |                  |                  |                  |                   |                   |                   |                   |                   |
| 2004-2005       | ÉS Chalon-sur-Saône | Pro A        |         |         |         |                  |                  |                  |                   |                   |                   |                   |                   |
| 2005-2006       | ÉS Chalon-sur-Saône | Pro A        |         |         |         |                  |                  |                  |                   |                   |                   |                   |                   |
| 2006-2007       | Upea Capo d'Orlando | Serie A      | 31      | 26      | 849     | 47/130           | 25/78            | 39/63            | 55                | 91                | 49                | 0                 | 208               |
| 2007-2008       | Banvit BK           | TBL          |         |         |         |                  |                  |                  |                   |                   |                   |                   |                   |
| 2007-2008       | BCM Gravelines      | Pro A        |         |         |         |                  |                  |                  |                   |                   |                   |                   |                   |
| 2008-2009       | Cholet Basket       | Pro A        | 24      |         | 415     | 32-72            | 14-46            | 16-25            | 32                | 48                | 17                | 0                 | 122               |
| Totale carriera |                     |              |         |         |         |                  |                  |                  |                   |                   |                   |                   |                   |